# マーティン・グリーン (工学者)

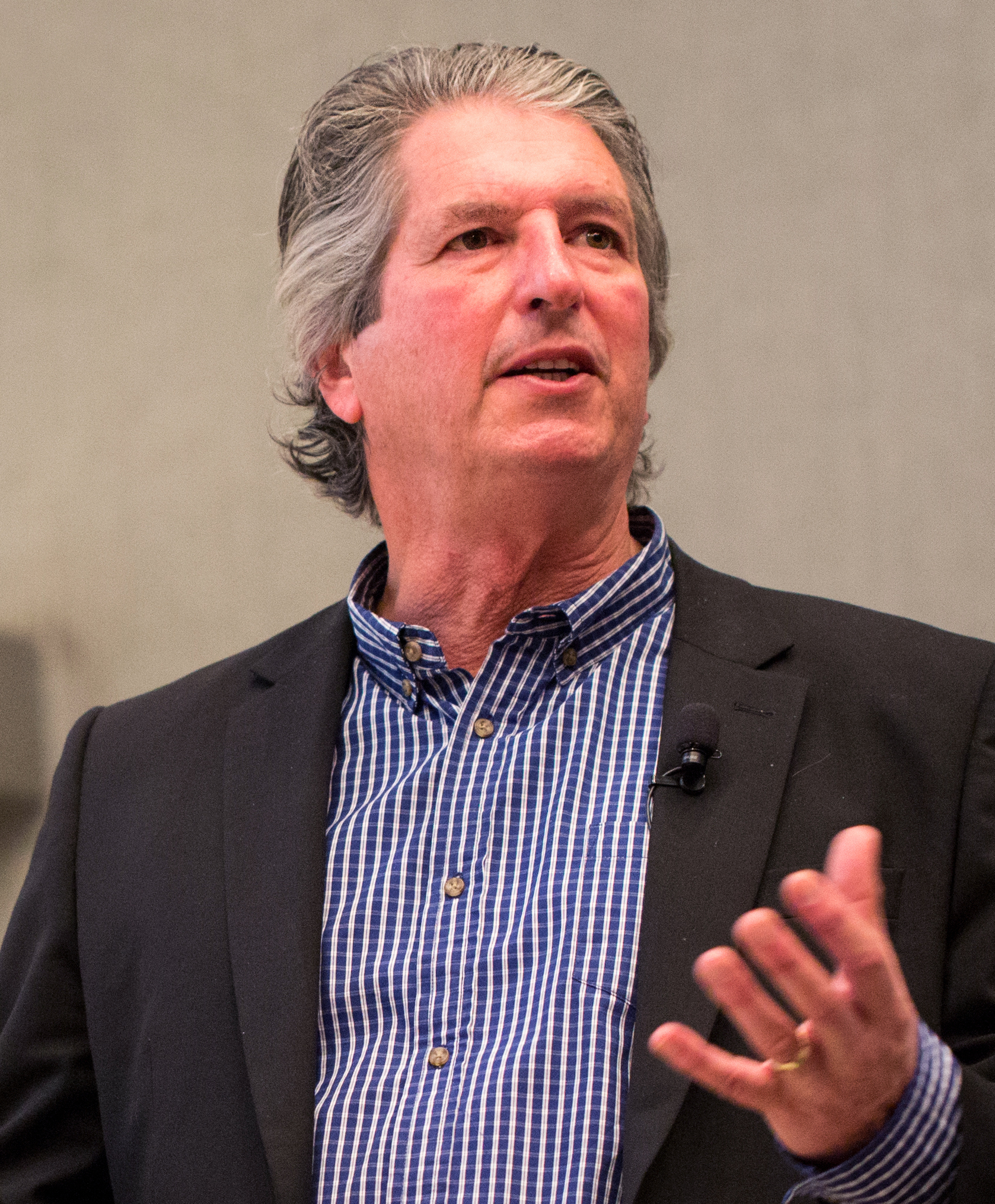
マーティン・グリーン

マーティン・グリーン（Martin Andrew Green、1948年7月20日 - ）はオーストラリアの工学者。ニューサウスウェールズ大学教授。主な業績は不動態化エミッタリアセル（PERC）技術による、高効率のシリコン太陽電池デバイスの開発。

## 経歴
ブリスベン生まれ。1970年にクイーンズランド大学を卒業後、コモンウェルス奨学金を得て、カナダのマックマスター大学から1974年にPh.D.を取得。2013年王立協会フェロー選出。

## 主な受賞歴
- 2002年 - ライト・ライブリフッド賞
- 2021年 - 日本国際賞
- 2022年 - ミレニアム技術賞
- 2023年 - エリザベス女王工学賞

## 参照
- Scientia Professor Martin Green
- マーティン・グリーン博士